# Perfume在又高興又在意的吊燈屋裡
《Perfume在又高興又在意的吊燈屋裡》（日语：Perfume in Happyで気になるシャンデリアハウス）是流行電音組合Perfume第一張DVD-BOX。

## 规格
DVD 1 + DVD 2 + DVD 3

ASBP-4465

9400日元（除税）

## 概要
- 本作收录了2008.4.5-2009.6.28之间由Perfume在日本电视台主持的三个电视节目「HAPPY!」「Perfumeの気になる子ちゃん」「Perfumeのシャンデリアハウス」的内容影像。其中，「Perfumeのシャンデリアハウス」节目为全篇收录，「HAPPY!」「Perfumeの気になる子ちゃん」为精选版本。
- 同时，此作也是Perfume到目前为止发行过的所有作品里除税售价第二高的（第一高为「Perfume Complete“LP”BOX」，18704日元；第三高为初回限定盘Blu-ray版，9250日元）。

### 「HAPPY!」节目简介
「HAPPY!」是一档由Perfume和CanCam模特儿德泽直子（此节目也是德泽直子第一次担任电视节目常驻MC）、女谐星西岗纯子五人共同主持的电视节目。该节目播出日期为日本时间2008.4.4-9.26，每周五晚24:25-24:40（即2008.4.5-9.27，每周六凌晨0:25-0:40）放送。全26期。

该节目为日本电视台当时的周五晚间节目时段「フライデーTVラボ」（「FRIDAY TV LAVE」）的前半部分，后半部分为「恋愛新党」。

该节目通过每周举行OFF会的方式，发掘并体验奇特的HAPPY!事物，来让电视机前的女性观众们也感到HAPPY!的感觉。

“看到女生HAPPY了，男生也会跟着HAPPY哦。”- KASHIYUKA

早期的「HAPPY!」只是一档主要介绍女明星/模特的公开BLOG里的HAPPY!事物的节目，不过后来节目也开始增加了其他的主题（比如大受欢迎的，由恋爱经验丰富的男生来教女生如何正确恋爱的“恋之绝技道场”、探访横滨BLITZ场公演等）。

### 「Perfumeの気になる子ちゃん」节目简介
「Perfumeの気になる子ちゃん」是一档由Perfume（好奇孩子）和宫川大辅（常规好奇孩子）四人共同主持的电视节目。该节目播出日期为日本时间2008.10.11-2009.3.28，每周六下午17:30-18:00放送。全22期。

该节目主题为让Perfume、宫川大辅和各位嘉宾们来探讨自己的那些「自己都习以为常，说出来却会让别人感觉到好奇的事物」并得到解答。

该节目开始的时候会由a-chan第一个转动好奇转盘，转到谁谁就提出自己的好奇问题。探讨完毕之后再由当前提出好奇问题的人转动好奇转盘，转到下一人的时候Ta就要提出自己的好奇问题，以此类推。

如果当前好奇转盘转到的人提出的好奇问题所有人都无法回答并感到好奇，按下面前的按钮的话；也就代表全员都是好奇孩子。而这个好奇问题则会由节目的工作人员们亲身前往调查结果。

### 「Perfumeのシャンデリアハウス」节目简介
「Perfumeのシャンデリアハウス」是由Perfume负责出演的喜剧类节目。该节目播出日期为日本时间2009.4.11-6.27，每周六晚上25:40-26:10（即2009.4.12-6.28，每周日凌晨1:40-2:10）放送。全12期。

该节目的剧情为三位从广岛上京的女大学生（KASHIYUKA、a-chan、NOCCHi）居住在东京地区的一个小屋里。和各式各样的人发生各式各样的爆笑故事。

顺带一提，小屋里电视上方张贴的是Perfume当时发售的单曲「ワンルーム・ディスコ」的预约特典海报（除第六集电视上方张贴的是广岛当地的宣传海报）。

## 收錄内容
DISC 1、DISC 2收錄了「Perfumeのシャンデリアハウス」全12集全篇影像（DISC 1收录1-6话，DISC 2收录7-12话）。

DISC 3收录了「HAPPY!」和「Perfumeの気になる子ちゃん」两档节目的精选集。